# Poet Artist
Poet | Artist — второй и последний студийный альбом южнокорейского автора-исполнителя, звукозаписывающего продюсера, автора и главного вокалиста бойбенда SHINee Джонхёна. Был выпущен посмертно 23 января 2018 года лейблом S.M. Entertainment и Genie Music.
Подтверждение о выходе альбома поступило от агентства в начале декабря; также была информация о том, что работа была полностью завершена за несколько дней по проведения его последних концертов 9 и 10 декабря 2017 года. Через неделю после выпуска Poet | Artist дебютировал на 177 месте в Billboard 200, став первым альбомом Джонхёна, попавшим в данный чарт.

## Предпосылки и релиз
S.M. Entertainment подтвердили в начале декабря 2017 года возвращение Джонхёна с новым альбомом через месяц, в январе. Во время концертов, проведённых 9 и 10 декабря, он должен был объявить о своём камбэке, однако не сделал этого.
Запись и съёмка видеоклипа были полностью завершены до смерти Джонхёна 18 декабря 2017 года. 19 января 2018 года агентство анонсировало название альбома и дату релиза — 23 января.

## Промоушен
Видеоклип на сингл «Shinin’» был выпущен 23 января 2018 года. Памятное видео «Before Our Spring» было выпущено на следующий день, 24 января.

## Список композиций
| №                   | Название                                  | Текст песни         | Музыка                                               | Аранжировка                                                    | Длительность |
| ------------------- | ----------------------------------------- | ------------------- | ---------------------------------------------------- | -------------------------------------------------------------- | ------------ |
| 1.                  | «빛이 나 (Shinin')»                       | Ким Джонхён         | Ким Джонхён Megatone Score                           | Ким Джонхён Megatone Score                                     | 2:52         |
| 2.                  | «환상통 (Only One You Need)»              | Ким Джонхён         | Blizman Кристиан Рэрис Дэниэл Кляйн Кендрик Дин      | Blasian Chris Джекоб Михоуби G.bliz Кендрик Дин MZMC Руди Даук | 3:39         |
| 3.                  | «와플 (#Hashtag)»                         | Ким Джонхён         | Ким Джонхён imlay Джин Сох                           | Ким Джонхён imlay Джин Сох                                     | 3:05         |
| 4.                  | «기름때 (Grease)»                         | Ким Джонхён         | Ким Джонхён Джейк K.                                 | Ким Джонхён Джейк K.                                           | 3:19         |
| 5.                  | «Take The Dive»                           | Со Джи Им           | Кристиан Фаст Эллен Толбом Маркус Линберг Royal Dive | Royal Dive                                                     | 2:54         |
| 6.                  | «사람 구경 중 (Sightseeing)»              | Ким Джонхён         | Ким Джонхён Джейк K. Джин Сох                        | Ким Джонхён Джейк K. Джин Сох                                  | 3:04         |
| 7.                  | «Rewind»                                  | Ким Джонхён         | Ким Джонхён imlay                                    | Ким Джонхён imlay                                              | 3:36         |
| 8.                  | «하루만이라도 (Just For a Day)»           | Чон Ганди           | Крис Вале                                            | Крис Вале                                                      | 2:50         |
| 9.                  | «어떤 기분이 들까 (I’m So Curious)»       | Ким Джонхён         | Ким Джонхён imlay Джин Сох                           | Ким Джонхён imlay Джин Сох                                     | 3:24         |
| 10.                 | «Sentimental»                             | Ким Джонхён         | Ким Джонхён Джейк K.                                 | Ким Джонхён Джейк K.                                           | 3:26         |
| 11.                 | «우린 봄이 오기 전에 (Before Our Spring)» | Ким Джонхён         | Ким Джонхён wefreaky                                 | Ким Джонхён wefreaky                                           | 4:06         |
| Общая длительность: | Общая длительность:                       | Общая длительность: | Общая длительность:                                  | Общая длительность:                                            | 36:21        |

## Чарты
| Чарт (2018)                                   | Пиковая позиция |
| --------------------------------------------- | --------------- |
| Australian Digital Albums (ARIA)              | 20              |
| Бельгия/Фландрия (Ultratop)                   | 166             |
| French Download Albums (SNEP)                 | 34              |
| Japanese Weekly Albums (Oricon)               | 10              |
| Japanese International Weekly Albums (Oricon) | 1               |
| New Zealand Heatseeker Albums (RMNZ)          | 5               |
| South Korean Albums (Gaon)                    | 1               |
| США (Billboard 200)                           | 177             |
| США (Billboard Independent Albums)            | 7               |
| США (Billboard World Albums)                  | 1               |

## Продажи
| Страна             | Продажи  |
| ------------------ | -------- |
| Южная Корея (Gaon) | 151,224+ |
| Япония (Oricon)    | 14,750+  |
| США (Billboard)    | 5,000+   |

## Награды и номинации

### Музыкальные шоу
| Песня               | Программа  | Дата                |
| ------------------- | ---------- | ------------------- |
| «빛이 나 (Shinin')» | Music Bank | 2 февраля 2018 года |
| «빛이 나 (Shinin')» | Music Core | 3 февраля 2018 года |